# Kuvango
Kuvango è un municipio dell'Angola appartenente alla provincia di Huíla. Ha 57.092 abitanti (stima del 2006).